# 石川県道305号所司原神子原線
石川県道305号所司原神子原線（いしかわけんどう305ごう しょしはらみこはらせん）とは、石川県羽咋郡宝達志水町と同県羽咋市を結ぶ一般県道（石川県道）である。

## 概要
- 起点：石川県羽咋郡宝達志水町所司原コ部7番1地先（＝石川県道29号高岡羽咋線（石川県道76号氷見惣領志雄線重複）交点）
- 終点：石川県羽咋市神子原町チ部219番1地先（＝国道415号交点）

起点は、宝達志水町北東部の山間部で富山県境の近く。石川・富山県境に沿って山間部を南から北へ進み、終点に至る。終点の羽咋市神子原町も、羽咋市東部の山間部で、富山県境の近く。

## 歴史
- 1999年（平成11年）12月3日：路線認定。

## 接続道路
- 石川県道29号高岡羽咋線（石川県道76号氷見惣領志雄線重複）（羽咋郡宝達志水町所司原：起点）
- 石川県道300号氷見志雄線（宝達志水町走入）
- 国道415号（羽咋市神子原町：終点）

## 重複区間
- 石川県道300号氷見志雄線（羽咋郡宝達志水町走入地内）

## 通過する自治体
- 石川県
  - 羽咋郡宝達志水町 - 羽咋市